# Gerrie van Gerwen
Gerardus Wilhelmus Johannes ('Gerrie') van Gerwen (Olland, 6 januari 1953) is een voormalig Nederlands wielrenner. Succesvol was hij met name in de amateurrangen. Bij de profs kwam hij pas in zijn vierde jaar bij een grote ploeg onderdak: DAF Trucks, waar hij reed voor ploegleider Fred De Bruyne. 
Na zijn actieve wielercarrière werd hij rennersmanager voor het Nederlandse criteriumcircus. Sinds 2005 is hij als commercieel manager betrokken bij de Duits-Italiaanse ProTour-wielerploeg Team Milram. Hij werkte daar samen met de ervaren teammanager Gianluigi Stanga en nam diens taken over nadat Stanga wegens vermeende betrokkenheid bij een dopingaffaire het veld moest ruimen aan het einde van het wielerseizoen 2007.

## Belangrijkste overwinningen
1973
- Ronde van Drenthe

1974
- Ster van Zwolle

1976
- Ronde van Zuid-Holland
- Ronde van Loir-et-Cher

1979
- Ronde van Gouda

1982
- Grote 1-Meiprijs

## Resultaten in voornaamste wedstrijden
| Jaar | Gent-Wevelgem | Parijs-Roubaix |
| ---- | ------------- | -------------- |
| 1982 | 60e           | 37e            |